# Furuborg
Ej att förväxla med Furuberg, en annan småort i samma kommun och distrikt.
Furuborg är en småort i Härryda kommun, Västra Götalands län. Den räknas som ny småort från 2010.
Småorten ligger vid Öresjön i sydvästra hörnet av Björketorps socken, fem kilometers väg väster om Hällingsjö. Ett kanske vanligare namn på området är Egypten, som även används som postadress för flera av fastigheterna.